# 실론 자치령
실론 자치령(싱할라어: ලංකා ඩොමීනියන් රාජ්‍යය, 타밀어: இலங்கை மேலாட்சி, 영어: Dominion of Ceylon)은 1948년부터 1972년까지, 오스트레일리아, 캐나다, 뉴질랜드, 영국, 그리고 다른 주권 국가들과 군주를 공유한 독립 국가였다. 1948년, 영국령 실론 식민지는 실론으로서 독립이 허가되었다. 1972년, 이 나라는 영연방 내의 공화국이 되었고, 그 이름은 스리랑카로 바뀌었다.

## 역사

### 독립과 성장
제2차 세계 대전 이후, 독립에 대한 대중의 압력이 증가했다. 1948년 2월 4일 영국령 실론 식민지는 같은 날짜에 개정된 헌법이 시행되면서 독립했다. 1947년 천일론 독립법에 따라 독립이 허가되었다. 영국과의 군사 조약은 영국 내의 온전한 영국 공군과 해군 기지를 보존하고, 영국 장교들은 또한 계속해서 시론 군대의 대부분의 상층부들을 채웠다. 돈 세나나야케는 실론의 첫 수상이 되었다. 이후 1948년 실론이 유엔 가입을 신청하자 소련은 거부권을 행사했다. 이것은 부분적으로 소련이 실론이 명목상으로만 독립적이라고 믿었기 때문이었고, 백인이 교육을 받은 엘리트들이 정부를 장악하고 있었기 때문에 영국이 여전히 실론에 대한 통제권을 행사했다. 1949년, 스리랑카 타밀족 지도자들의 동의로 UNP 정부는 인도 타밀족 농장 노동자들의 자격을 박탈했다. 1950년, 실론은 콜롬보 계획의 초기 회원들 중 하나가 되었고, 스리랑카 회원국으로 남아있다.

### 개혁
7월의 선거에서는 시리마보 반다라나이케가 세계 최초의 여성 정부 수반이 되었다. 그녀의 정부는 타밀족과 더 이상의 대립을 피했지만, 미국 정부의 반공 정책은 미국의 원조를 끊고 경제 위기를 증가시켰다. 주로 비불교 우익 군대와 경찰들이 UNP을 다시 정권을 잡으려는 쿠데타를 시도한 후, 반다라나이케는 석유 회사들을 국유화했다. 이것은 캔자스 석유 생산 협회의 도움으로 깨진 석유 카르텔에 의한 불매운동으로 이어졌다.
1962년, SLFP의 급진적인 정책에 따라, 많은 서구 기업 자산이 국유화되었다. 이는 압류된 자산에 대한 보상을 놓고 미국과 영국과 분쟁을 일으켰다. 그러한 정책들은 SLFP 권력의 일시적인 감소로 이어졌고 UNP는 의회에서 의석을 얻었다. 그러나 1970년까지 SLFP는 다시 한번 지배적인 세력이 되었다.